# Петровка (Ичалковский район)
Петровка — упразднённый в 2004 году посёлок в Ичалковском районе Республики Мордовия России. Входил в состав Тархановского сельского поселения.

## География
Располагался на правом берегу реки Алатырь, в 3,5 км к северо-востоку от окраины села Тарханово.

## История
Основан в 1922 году переселенцами из села Парадеево. В 1931 году состоял из 22 дворов.
Исключен из учётных данных в 2004 году.

## Население
Согласно результатам переписи 2002 года в посёлке отсутствовало постоянное население.

## Инфраструктура
Было личное подсобное хозяйство.

## Транспорт
Просёлочная дорога.